# 韋利日區

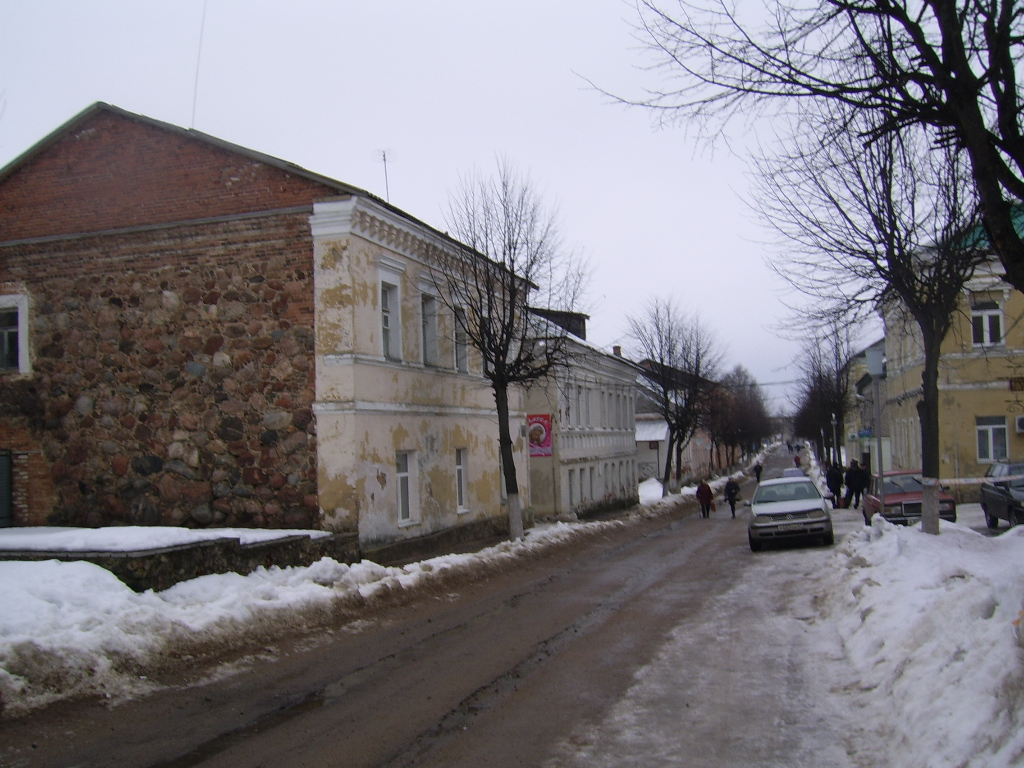

55°36′N 31°12′E / 55.600°N 31.200°E
韋利日區（俄语：Ве́лижский райо́н）是俄羅斯的一個區，位於該國西部，由斯摩棱斯克州負責管轄，面積1,473.19平方公里，2010年人口12,248，人口密度每平方公里8.31人。